# Morgonstjärna (musikalbum)
Morgonstjärna från 2006 är ett musikalbum med den svenska folkmusikgruppen Ranarim.

## Låtlista
1. Maj vare välkommen (trad) – 4:19
2. Bondepraktikan (Ulrika Bodén) – 3:39
3. Kött på benen (Ulrika Bodén) – 2:27
4. Inte har jag pengar inte är jag pank (trad/Ulrika Bodén) – 4:32
5. Falkvard Lagermansson (trad) – 5:16
6. Kärleken slutar så sena (Ulrika Bodén) – 4:05
7. Brinna inga hjärtan (Jens Engelbrecht) – 3:55
8. Hem igen (Niklas Roswall) – 4:12
9. Morgonstjärna (trad) – 4:56
10. Äldstebröderna (Jens Engelbrecht/Anders Johnsson) – 3:06
11. Sjömansvisan (Ulrika Bodén) – 1:56
12. Lyby Lasse (trad) – 1:29
13. Vinden vänder om (Olle Linder) – 4:46
14. Stolt Signhild (trad) – 3:58
15. Fågel i fjärran (trad/Ulrika Bodén) – 3:44

## Medverkande
- Ulrika Bodén – sång, flöjt
- Sofia Sandén – sång, fiol
- Jens Engelbrecht – gitarr
- Niklas Roswall – nyckelharpa
- Anders Johnson – bas
- Olle Linder – slagverk

## Mottagande
Skivan fick ett gott mottagande när den kom ut med ett snitt på 3,7/5 baserat på fem recensioner.